# Diamant Gyula
Diamant Gyula (Nagyvárad, 1868. április 5. – 1928 után) vukovári főrabbi.

## Élete
1882 és 1892 között a budapesti rabbiképző növendéke, s közben egy évig a berlini Lehranstalt für die Wissenschaft des Judentums hallgatója volt. 1891-ben bölcsészdoktorrá, majd 1893-ban rabbivá avatták. 1893-től vukovári főrabbi és több magas szerb kitüntetés tulajdonosa. A horvát és szerb zsidók történetével foglalkozott. Cikkei a Magyar Zsidó Szemlében, a Magyar Izraelben, a Magyar Zsinagógában, a Jövőben, a Hitközségi Szemlében, az Egyenlőségben, a Szombati Újságban, a Szombatban, az Imit Évkönyveiben, a legtöbb német és horvát tudományos zsidó folyóiratban jelentek meg.

## Művei
- Az ima a zsidóknál (Budapest, 1891)
- Egy főúri zsidó család a XVII. században
- A zsidók története Horvátországban